# Zátravka
Zátravka je pojem používaný v oblastí palných zbraní pro označení otvoru mezi prostorem, kde dochází k zážehu, a prostorem, kde je umístěna výmetná náplň. Zátravka je někdy označována též zážehový otvor.
V historické literatuře lze též najít pojem zápalní díra, nebo průpalnice.

## Staré zbraně
U starších zbraní byl zápal prováděn mimo prostor hlavně. U těchto zbraní je zátravka otvorem v těle hlavně. U prvních zbraní, u kterých byl prach zapalován přímo na povrchu hlavně, vedla zátravka obvykle svisle nahoru. V některých případech bývala zátravka v horní části rozšířena do trychtýře pro nasypání prachu. Později byly zbraně doplněny pánvičkou na boční straně hlavně a k zápalu docházelo na pánvičce. Zátravka potom vedla z vnitřku hlavně horizontálně směrem k pánvičce. Při výstřelu z těchto zbraní unikala část energie výmetné náplně zátravkou ven z hlavně. 
U zbraní používajících perkusní zápalky navazuje zátravka na piston, na který se nasazuje perkusní zápalka. Piston býval často na zbraň našroubován a proto byl v zátravce vytvořen závit. 

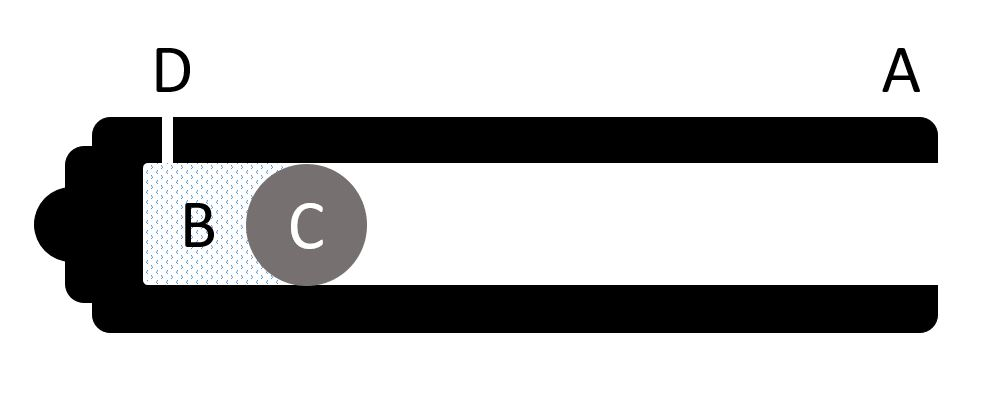
A. Hlaveň B. Výmetná náplň C. Střela D. Zátravka.
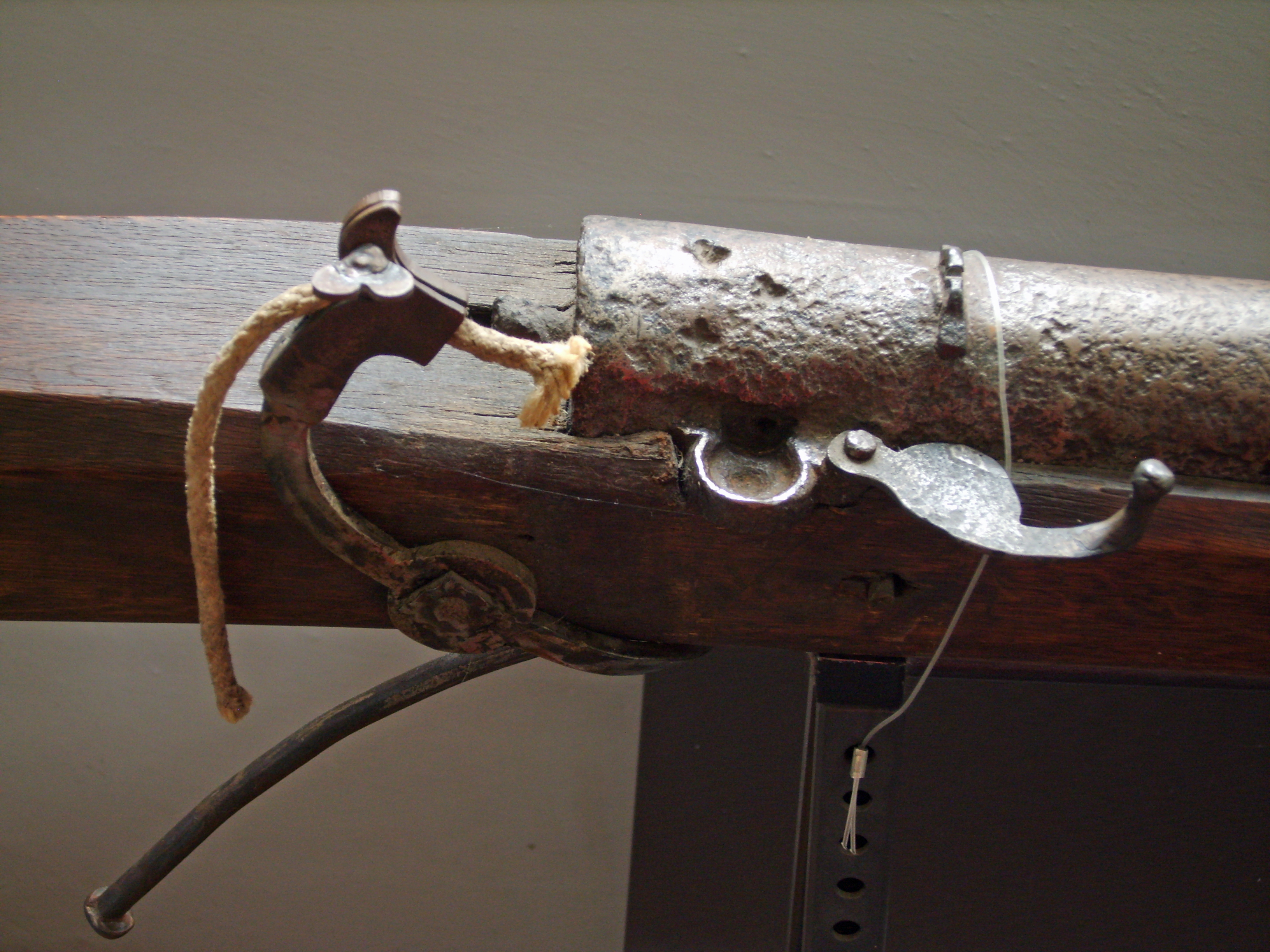
Zbraň s doutnákovým zámkem, pánvičkou a horizontální zátravkou.
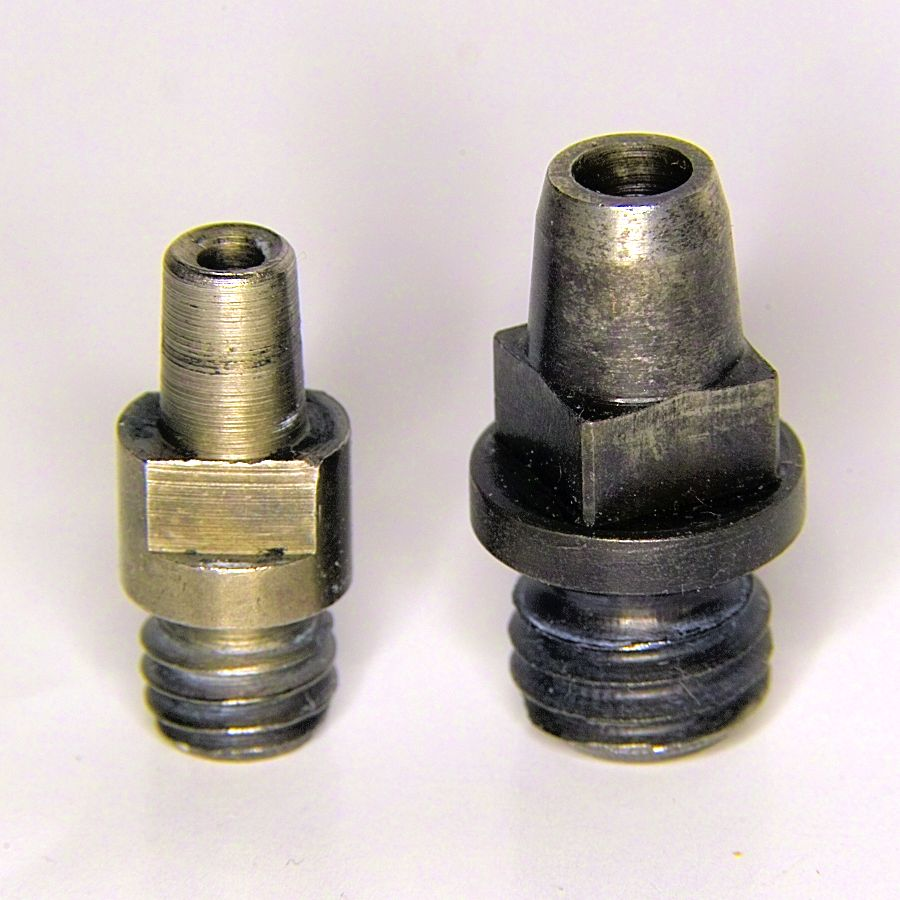
Piston pro perkusní zápalku
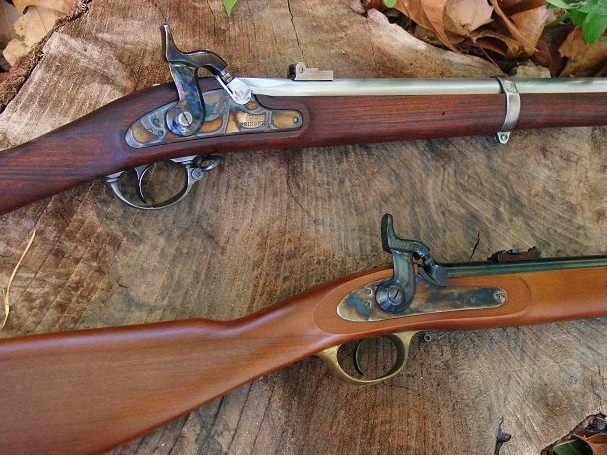
Muškety Springfield a Enfield odpalované perkusní zápalkou.

## Zbraně s kovovou nábojnicí
U zbraní s jednotným nábojem a nábojnicí není už zátravka otvorem ve stěně hlavně, ale otvor, nebo u nábojnic Berdan dva otvory, ve dně nábojnice. Nábojnice s okrajovým zápalem zátravku nemají. 

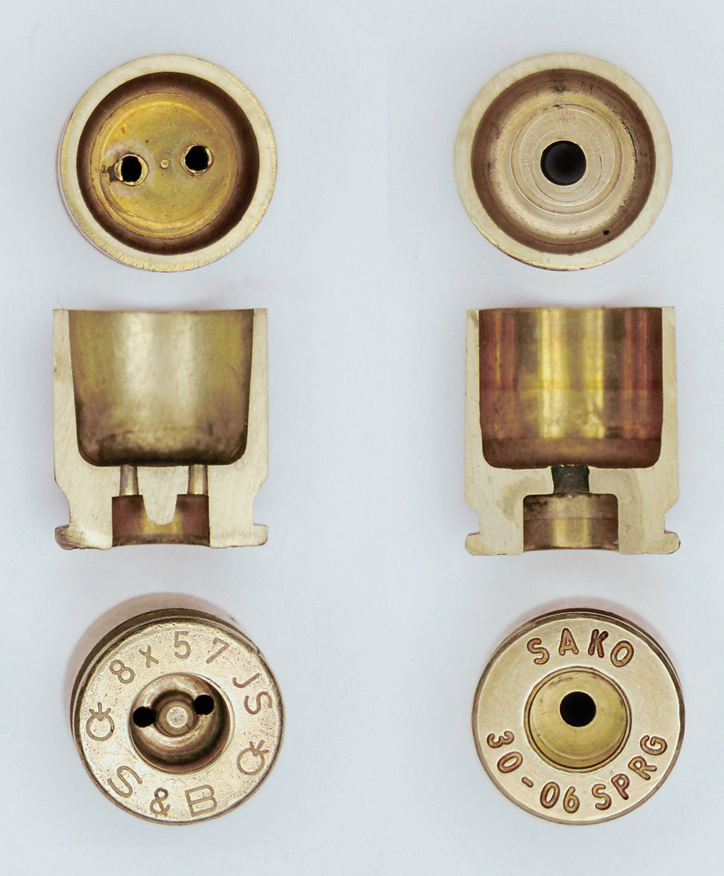
Nábojnice Berdan (vlevo) a Boxer (vpravo).
Porovnání různých typů nábojnic.